# Koralpenhaus
Das Koralpenhaus ist eine Schutzhütte der Sektion Wolfsberg des Österreichischen Alpenvereins (ÖAV). Es liegt auf 1966 m ü. A., unterhalb des Großen Speikkogels in den Lavanttaler Alpen in Kärnten, und ist ein beliebtes Ziel von Tageswanderern sowie Stützpunkt am Nord-Süd-Weitwanderweg und liegt weiters im Skigebiet Koralpe.

## Geschichte

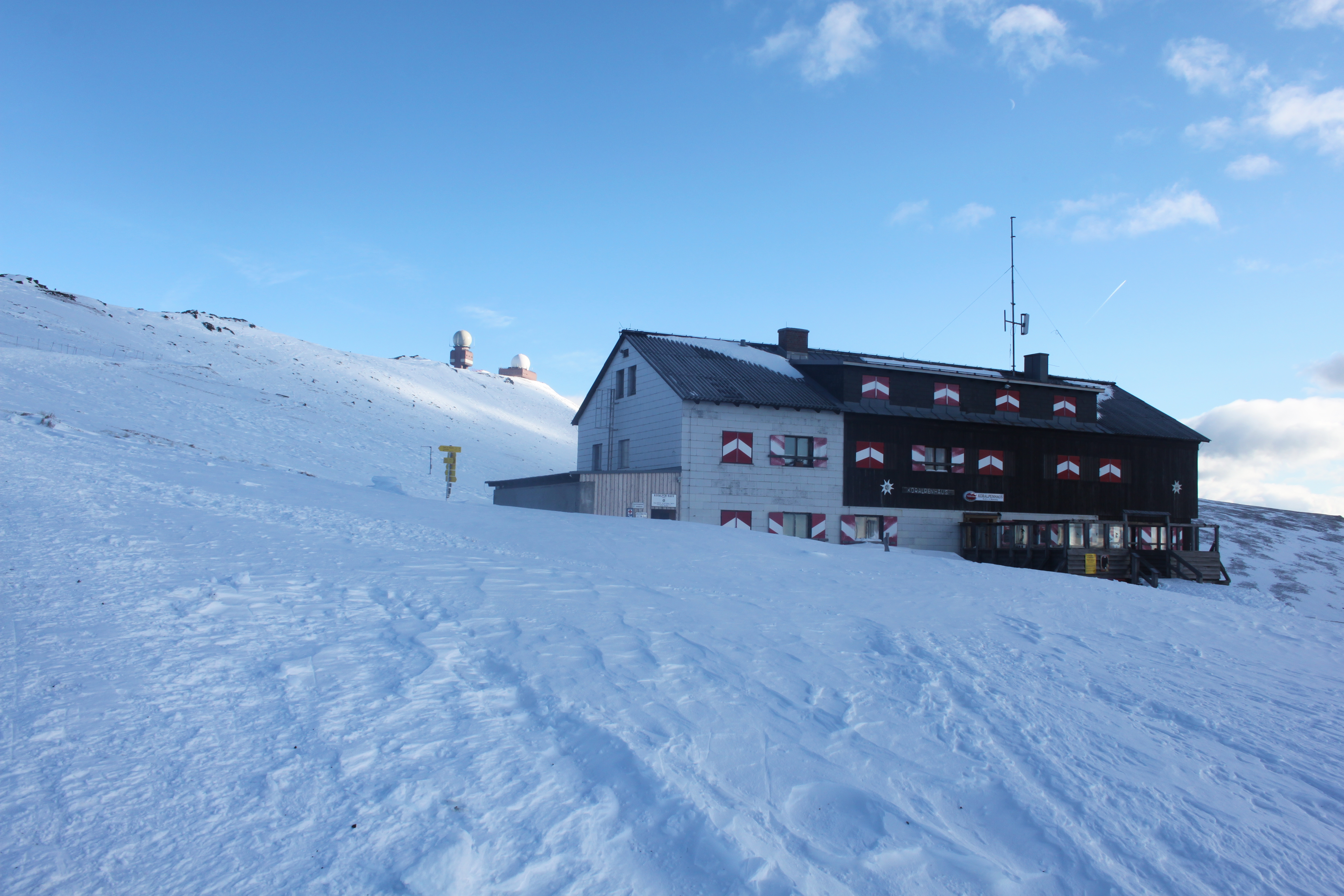
Die alte Hütte

Die Sektion Wolfsberg des Deutschen und Österreichischen Alpenvereins (DuOeAV) errichtete 1873/74 die Hütte. In den Jahren 1969/70 hatte die Sektion Wolfsberg des Österreichischen Alpenverein (ÖAV) sie um- und ausgebaut.
Im Herbst 2018 wurde die Hütte geschlossen. Sie wurde bis auf das Fundament abgetragen und verkleinert neu als Fertigteilhaus errichtet. Der Neubau wurde am 1. Oktober 2021 eröffnet. Das Projekt hatte ein Budget von 900.000 € und umfasste u. a. 800 Arbeitsstunden Freiwilligenarbeit. Für Übernachtungen stehen nun 24 Betten in fünf Zimmern zur Verfügung. Es gibt kein Matratzenlager mehr.

## Zugänge
- Vom Koralpenparkplatz (Weg Nr. 593) zum Koralpenschutzhaus (Weg Nr. 560)[5]
- Von der Weinebene über den Weg Nr. 505 (Nord-Süd-Weitwanderweg), dann wahlweise durch das Große Kar und über den Steinschneider oder über den Großen Speikkogel
- Von der Schwanberger Brendlhütte, ebenfalls über den Weg Nr. 505
- Von Soboth über den Weststeirischen Jakobsweg
- Im Winter über Lifte und Pisten des Schigebiet Koralpe